# God of War: Ghost of Sparta
『ゴッド・オブ・ウォー 降誕の刻印』（God of War: Ghost of Sparta）は、レディアットドーンが開発したPlayStation Portable（以下、PSP）用3Dアクションアドベンチャーゲーム。『ゴッド・オブ・ウォー』シリーズ2作目のPSP向け作品。これまで謎に包まれていたクレイトスの弟と彼の幼少期の謎が描かれた作品であり、第一作と第二作の中間に起きた物語である。

## ストーリー
「パンドラの箱」を解き放ったことで戦神アレスへの復讐を果たしたクレイトスは、アレスの後釜として新たな戦神となり、オリュンポスの神々の仲間入りを果たした。しかしクレイトスにはそれ以来、幼少期の痛ましい記憶が蘇ってきた。その謎を解くべく、彼は母カリストのいるアトランティスへと向かい、そこで彼女から幼少期に生き別れた実弟デイモスが今も生きており、死の神タナトスが支配する「死の領域」に囚われていることを聞かされる。クレイトスはアテナの反対を押し切り、実の弟を助けるべく再び戦いへと挑んでいく。

## 武器・魔法一覧
ブレイズ・オブ・アテナ
クレイトスの通常装備で、新たな戦神となった際にアテナより贈られた双剣。両腕に巻きつけられた伸縮自在の鎖で2本の剣を操る鎖鎌とヨーヨーを合わせたような性質を持つ。レベルアップすると新しい技が使えるようになり、攻撃力も上昇する。レベルが上がる度に、2作目の冒頭のように黄金を基調とした色使いに青く輝くオーラをまとっていく。
アームズ・オブ・スパルタ
本作のサブウエポンで、かつてクレイトスがスパルタの一兵卒だった際に使用していた槍と盾。シリーズ初となる防御状態のまま移動できる武器であり、ブレイズ・オブ・アテナでは届かないところにいる敵を投擲で攻撃できる。
終盤のタナトス戦ではデイモスに授けられ、ボタン操作で彼に投擲をさせて援護してもらうことが出来る
テーラ・ベイン
タイタン族のテーラより授かった魔法。テレビゲーム作品におけるレイジ化に近い技で、Rボタン長押しでブレイズ・オブ・アテナに炎を纏って攻撃できるようになる。コンボを決めると時限式で爆発が起き、通常攻撃の通用しない頑強な敵の装甲や盾を破壊することが出来るようになる。
エリニュエスやタナトスに止めを刺すために使われるなど、今作で大いに活躍する。
アトランティスの眼
カリスト戦後に習得する最初の魔法。アトランティスのポセイドン神殿に納められていた宝具で、強力な電撃を放つ。第1作の「ポセイドン・レイジ」同様、一定期間無敵状態となるが、一方方向の敵しか攻撃できない短所もある。
エリニュエスの懲罰
エリニュエス戦後に習得する魔法。エリニュエスの宝珠から追尾性の火の玉を放って敵を焼くことができ、遠距離戦に秀でている。さらにこの魔法で敵を攻撃すると体力を回復できる緑オーブを獲得できる。
ボリアスの角
最後に習得する魔法。アロアニア山の奥に隠されていた北風の神ボリアスの角笛を振り回し、北風の力で周囲の敵を凍り付かせる。燃費が悪いものの、クリア後のデータ引継ぎなどで魔力無限となればほぼ無敵の状態となる。

## 登場キャラクター
クレイトス
声 - 玄田哲章
もとは人間であったが、神をも殺す力を与えた軍神への復讐を果たしたことで神となった主人公。
第一作でアレスへの復讐を果たしたものの、過去の記憶に苛まれている。故に約束を違えた神々には憎悪と不信感を抱いている。
今作では長年謎だった彼の実弟・右目の傷・赤き刺青の謎が明かされる事となる。また『ゴッド・オブ・ウォーIII』に登場するポセイドンとの因縁は、今作で生まれることとなる。
デイモス
声 - 小山力也
クレイトスの実弟。兄と比べて頭髪があり、生まれつき赤いアザが刻まれている。幼少期に生き別れとなり、クレイトスは母から弟は亡くなったと聞かされていた。
しかし実際は、予言者の「印のある戦士がオリュンポスに破滅をもたらす」という予言を恐れた神々によって死の領域に囚われていた。何十年もタナトスの拷問を受けたことで、兄が自分を見捨てたと思うようになっており、復讐に燃える。
名前は恐怖の神デイモスにちなむ。
アテナ
声 - 魏涼子
クレイトスを復讐へと導いた知恵と戦いの女神。デイモスを助け出そうとするクレイトスに思いとどまるよう何度も忠告する。
タナトス
声 - 石塚運昇
タイタン族より古くから存在した死を司る神で、地上と冥界の狭間にある「死の領域」の支配者。オリュンポスの神々の命令により、捕縛したデイモスを何十年も拷問にかけた。クレイトスの事を警戒しており、彼こそが「印の戦士」だと確信している。
戦闘時は大剣を振るうだけではなく、巨大なドラゴンに変身して襲いかかる。
ポセイドン
声 - 緒方賢一
オリュンポスの王ゼウスの次兄で海を司る神。1作目ではクレイトスに魔法｢ポセイドン・レイジ｣を授けたが、本作で自身が支配する聖地アトランティスをクレイトスがスキュラとの死闘の末に沈めたことに激怒して敵対することになる。
アレス
声 -  谷昌樹
1作目でクレイトスに倒されたかつての戦神。現在スパルタでは新たな戦神となったクレイトスへの信仰が盛んとなり、一部の狂信者しか崇めておらず、各地で像や神殿が破壊されてしまっている。
今作ではクレイトスが少年だった頃から面識があり、彼の右目の傷をつくった張本人だったことが明かされる
墓堀人
声 - 小島敏彦 → 壤晴彦
1作目に登場した墓穴を掘っている老人。アトランティスを破壊したクレイトスに対して彼の末路を示唆する皮肉を吐き捨てた。
本作のボーナス特典「ゼウスの神殿」では、データ引継ぎプレイや闘技場などで集めた赤オーブを生贄として捧げていくことで他のボーナス特典を獲得することになり、全部クリアすると彼のシャベルが入手でき、闘技場のみで彼のコスチュームで戦うことが出来るようになる。そこで長らく謎だった彼の正体が判明する。
ラニエス
声 - 大友龍三郎
ポセイドンの命令で、メタナ火山の噴火抑制装置の管理人を務める大男。
噴火の抑制と共にテーラの牢獄の番人も兼任しており、彼女を解放したクレイトスに怒りを露わにする。
カリスト
クレイトスとデイモスの実母。スパルタ出身であるが、現在はクレイトスの父親の手によってアトランティスに軟禁されていた。
駆けつけたクレイトスにデイモスの生存を伝え、更に父親の正体も伝えるも、その父親の仕組んだ呪いで怪物へと変貌し、クレイトスに倒されることとなった。
名前はヘラの呪いでクマに変えられおおぐま座となったカリストーに由来する。
テーラ
メタナ火山に捕らえられているタイタン族の女神。強大な炎の力を秘めており、自身の解放と引き換えにクレイトスに「テーラ・ベイン」を授けた。
ゲームオリジナルの神であり、名前はローマ神話でガイアに相当するテルースに由来する。
エリニュエス
タナトスの娘で死を司る女神。邪悪な闇魔法に秀で、巨大なカラスに変身することが出来る。父神の命令でクレイトスの前に立ちはだかるも、最後は翼と片腕をもがれ、テーラ・ベインを纏ったブレイズ・オブ・アテナで胸を貫かれ死亡する。
テーラ同様ゲームオリジナルの神であり、名前は復讐の三女神エリーニュスに由来する。
ミダス
かつて手で触れたものを黄金に変える魔法を授かったマケドニア王。その力で愛娘を含めたあらゆるものを金へと変えてしまい、力から解放される唯一の術はステュクス川での行水であるため、絶望のあまり精神が崩壊しかけている。その力に目を付けたクレイトスによって溶岩の中に投げ込まれてしまい、溶岩諸共黄金となってしまった。